# Teus van den Berg-Been
Teus van den Berg-Been (9 de fevereiro de 1926 - 14 de maio de 2021) foi uma escultora holandesa. Ela fez muitas esculturas que estão dispostas em áreas públicas nos Países Baixos.
Van den Berg-Been faleceu em Haarlem no dia 14 de maio de 2021, aos 95 anos.

## Galeria

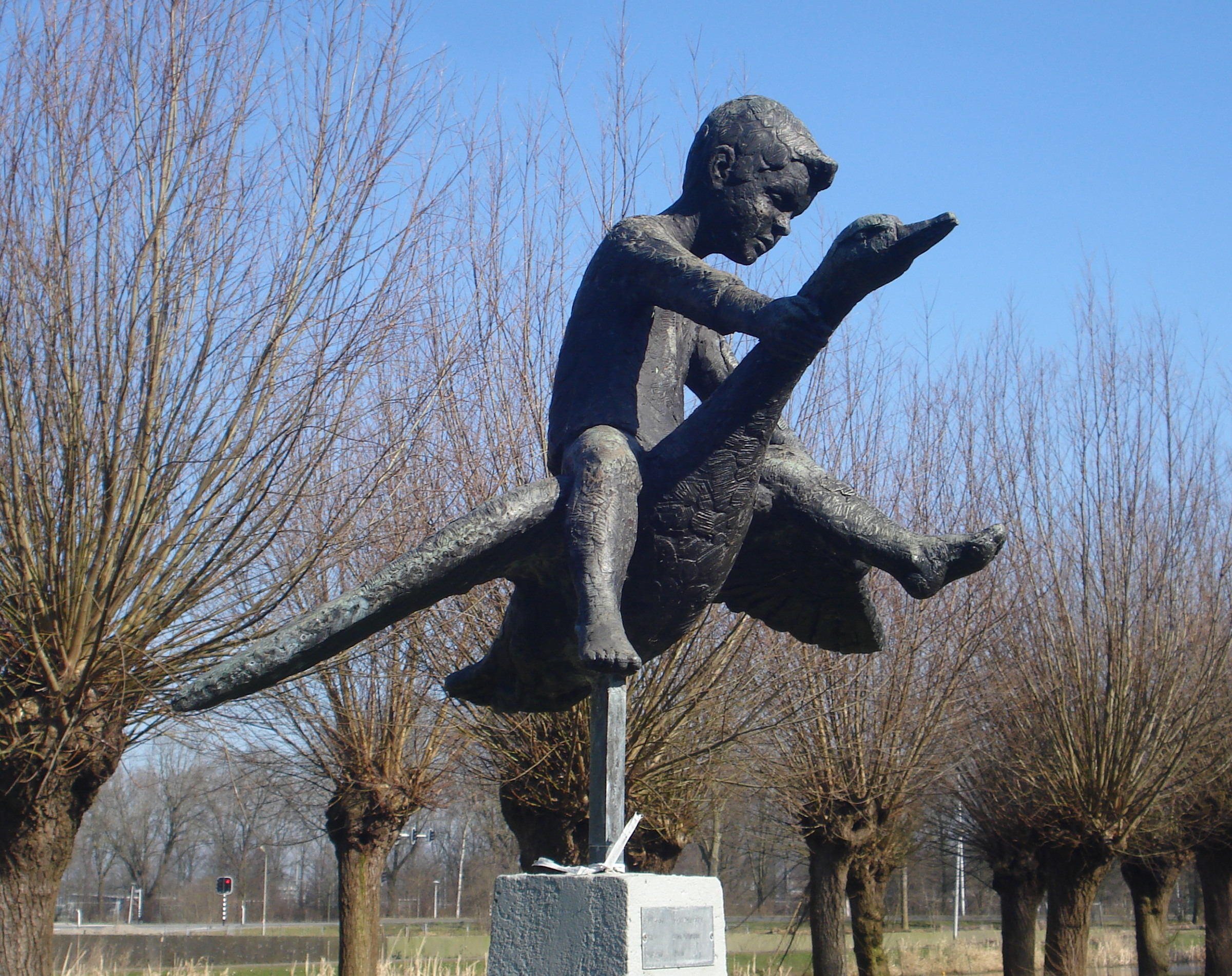
Nils Holgersson, Alphen aan den Rijn
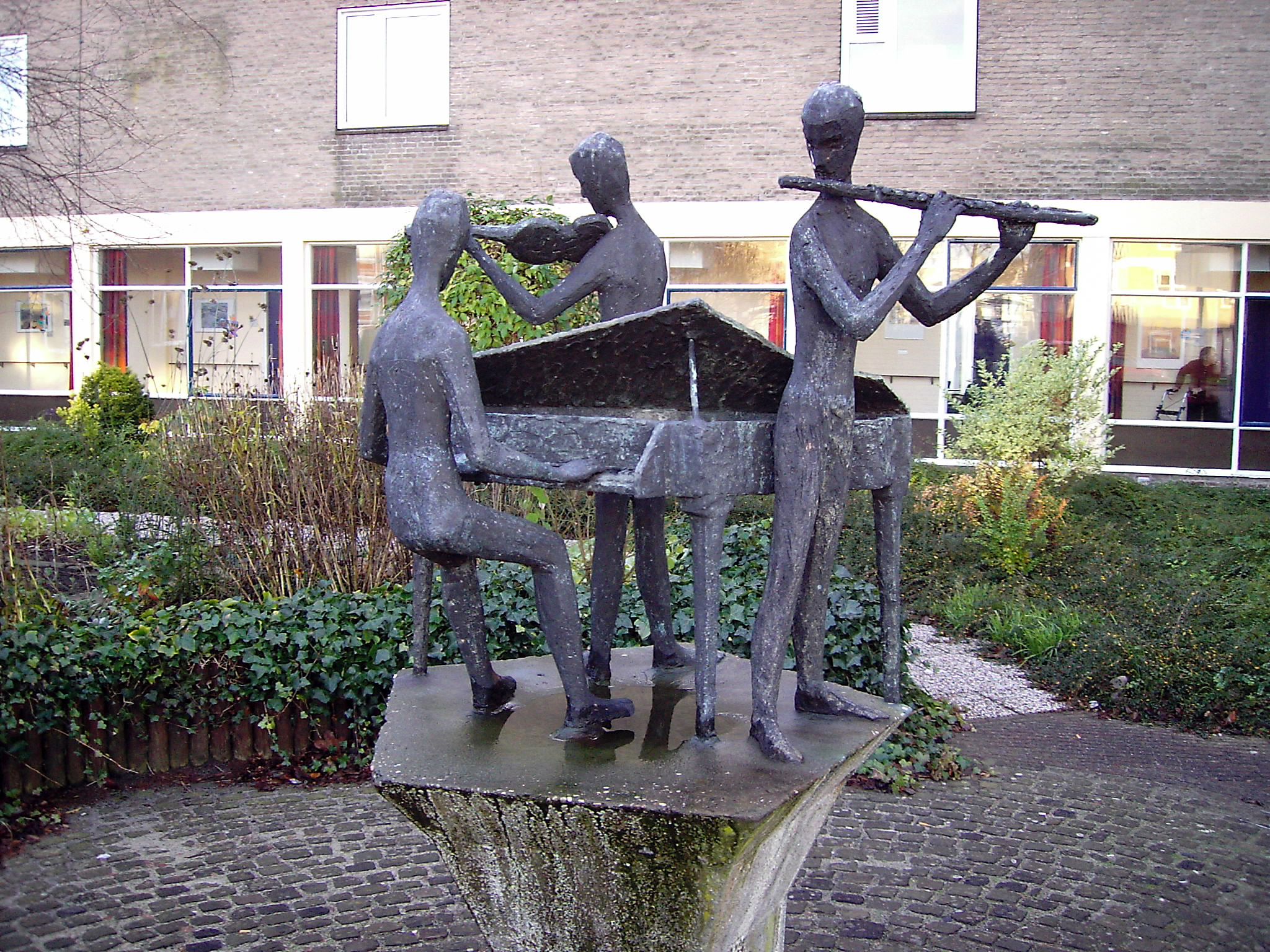
"Samenspel"
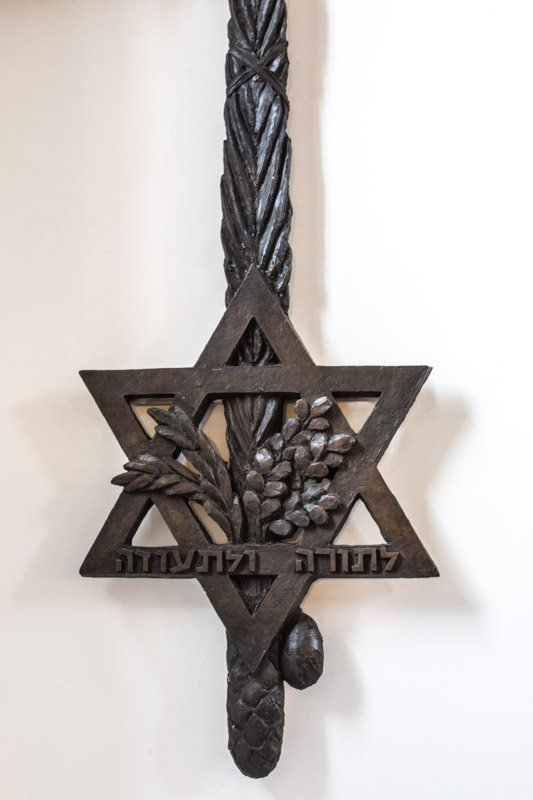
Obra dedicada ao judaísmo
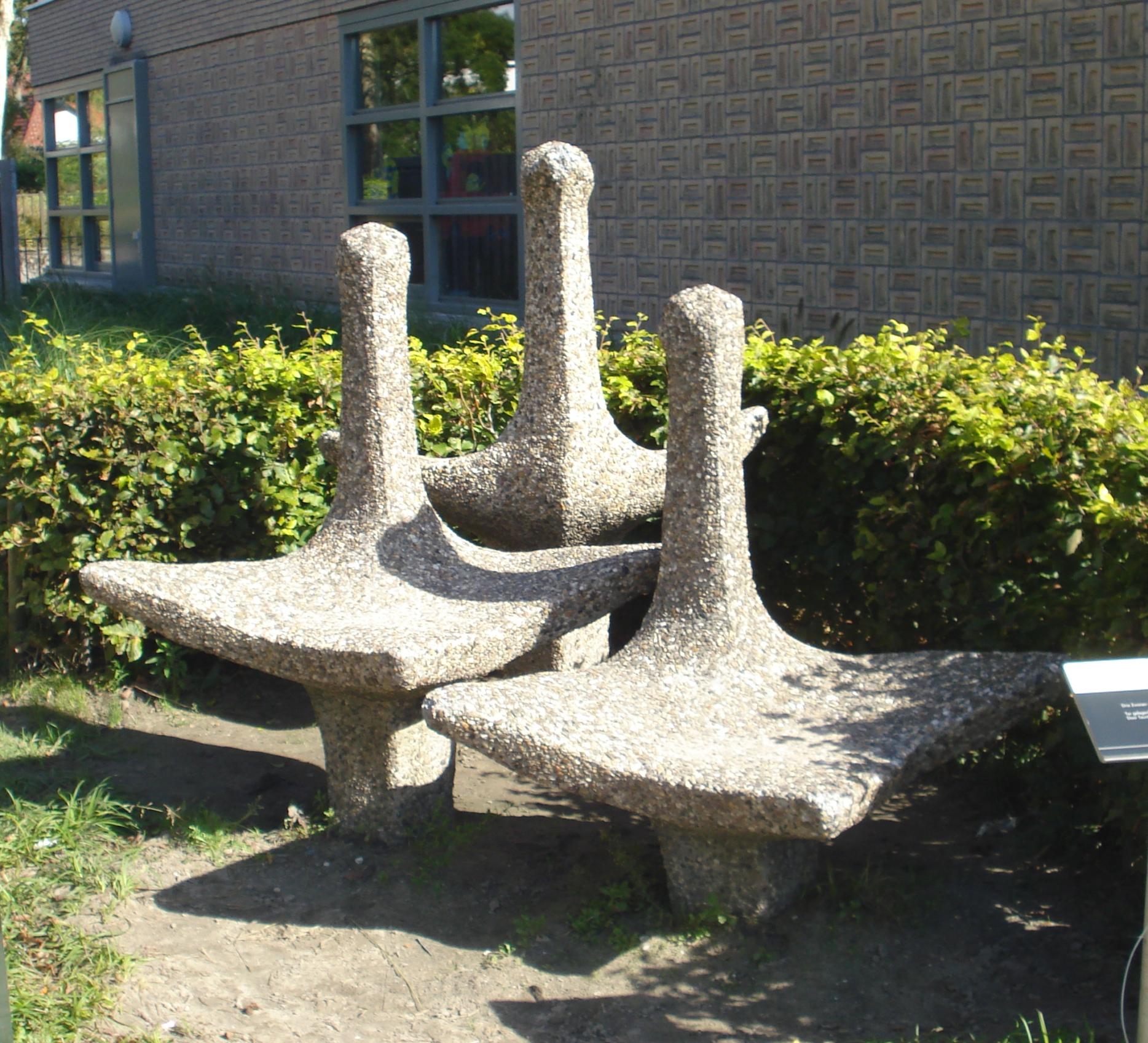
"Drie zwanen"
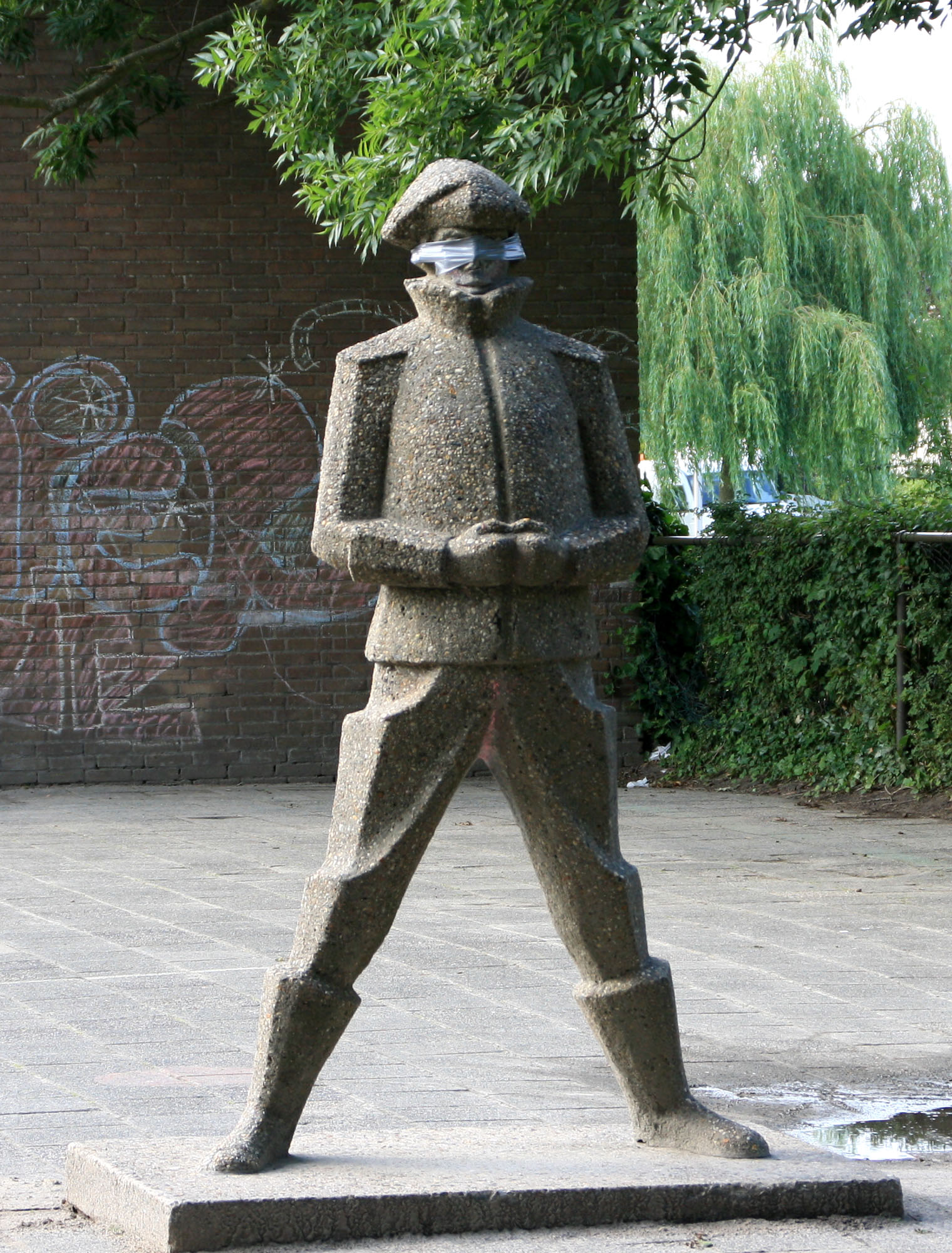
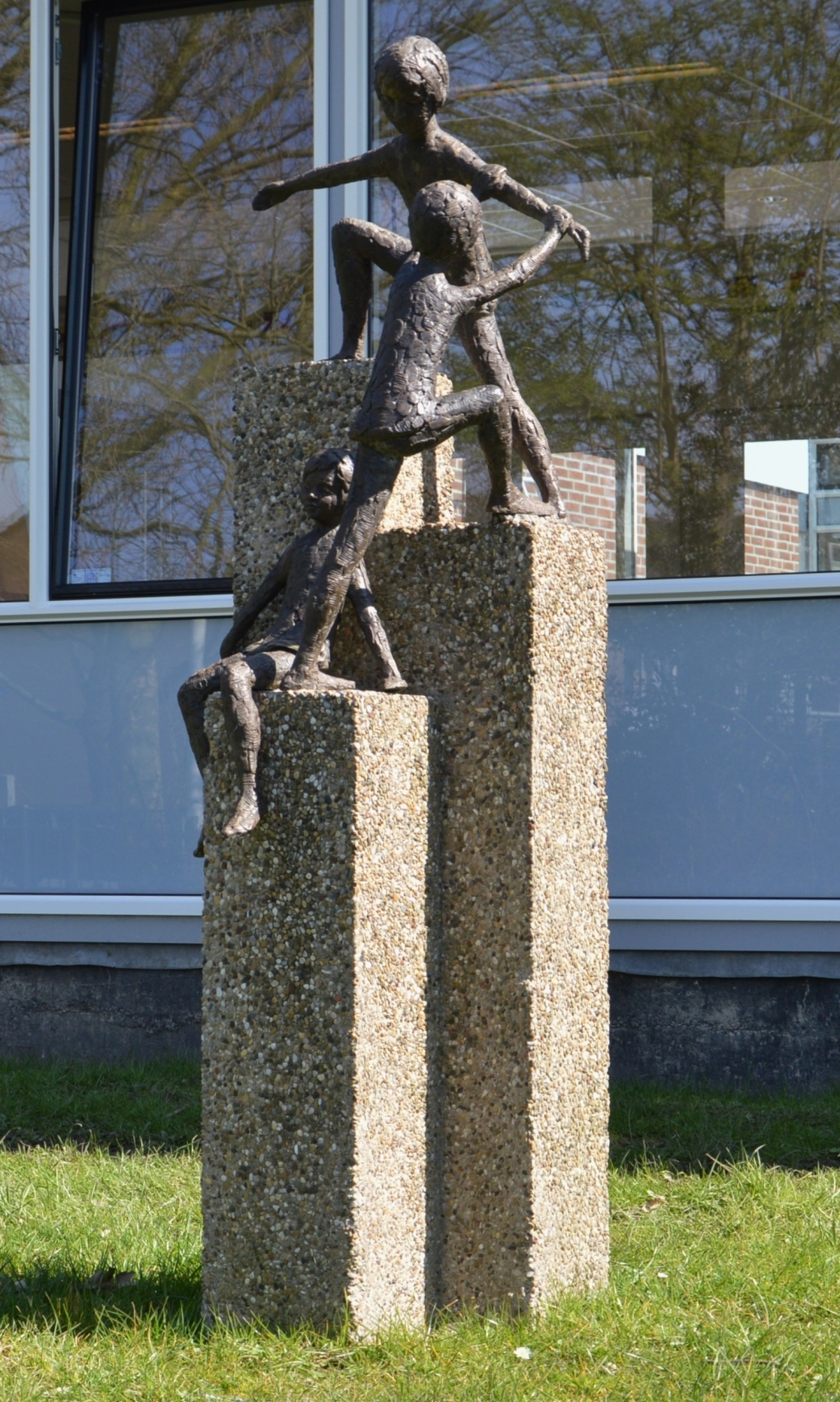